# Red Ryder
Red Ryder war ein populärer fiktiver Cowboy, der von den US-Amerikanern Stephen Slesinger und Fred Harman kreiert wurde.

## Comic-Serie
Im Jahr 1933 hatte der Comiczeichner Fred Harman den Western-Helden Bronc Peeler ins Leben gerufen, der als halbseitiger Comic-Strip in verschiedenen US-amerikanischen Tageszeitungen abgedruckt wurde. 1938 überzeugte ihn der Geschäftsmann Stephen Slesinger einige Änderungen am Konzept der Comic-Serie vorzunehmen und den Titelhelden in Red Ryder umzutaufen. Slesingers gelang es, die Figur an die Newspaper Enterprise Association (NEA) zu verkaufen, was dem Red Ryder zu einem landesweiten Durchbruch verhalf. Ab 1940 erschien Red Ryder zudem bei Stephen Slesingers Hawley Publications Inc. als eigenständige Comic-Zeitschrift. Bei unterschiedlichen Verlegern brachte es die Heft-Reihe bis 1957 auf 151 Ausgaben. Um die große Zahl an Publikationen zu bewältigen, bediente sich Harman dabei der Hilfe von zahlreichen Ghostwritern und Auftragszeichnern.

## Radio, Film und Fernsehen
Am 3. Februar 1942 wurde eine zeitweilig sehr erfolgreiche Red-Ryder-Radio-Hörspielreihe ins Leben gerufen. Bereits 1940 war mit „The Adventures of Red Ryder“ ein erster Kinofilm entstanden, dem bis in die 1950er Jahre zahlreiche Weitere folgen sollten. 1956 entstand außerdem eine Red-Ryder-Fernsehserie.

## Red Ryder bei Spirou
Bereits im Jahr 1939 hatte der Comic-Cowboy auch seinen Weg nach Europa gefunden. In den Anfangsjahren des belgischen Comicmagazin Spirou wurden dort neben Eigenproduktionen noch zahlreiche amerikanische Serien in Lizenz veröffentlicht. Die Abenteuer des Red Ryders waren bei der Leserschaft des Magazins bald so beliebt, dass die Red Ryder Comics ab 1949 bei Dupuis auch als Album nachgedruckt wurden. Die Serie wurde im Jahr 1957 nach sieben Bänden eingestellt, nachdem mit Jerry Spring bereits im Jahr 1954 ein Cowboy aus der Feder eines belgischen Zeichners (Jijé) seine Nachfolge im Spirou Magazin angetreten hatte.
Seine ersten Gehversuche als Zeichner eines Western-Comics hatte Jijé ein gutes Jahrzehnt zuvor ebenfalls mit dem Red Ryder gemacht. Als während des Zweiten Weltkrieges die Druckvorlagen aus Amerika ausgeblieben waren, hatte Jijè eigene Fortsetzungen für das aktuell im Magazin laufende Abenteuer kreiert.